# Longboat Key
Longboat Key es un pueblo ubicado en el condado de Sarasota en el estado estadounidense de Florida. En el Censo de 2010 tenía una población de 6.888 habitantes y una densidad poblacional de 166,22 personas por km².

## Geografía
Longboat Key se encuentra ubicado en las coordenadas 27°23′44″N 82°38′37″O / 27.39556, -82.64361. Según la Oficina del Censo de los Estados Unidos, Longboat Key tiene una superficie total de 41.44 km², de la cual 10.7 km² corresponden a tierra firme y (74.19%) 30.74 km² es agua.

## Demografía
Según el censo de 2010, había 6.888 personas residiendo en Longboat Key. La densidad de población era de 166,22 hab./km². De los 6.888 habitantes, Longboat Key estaba compuesto por el 98.45% blancos, el 0.23% eran afroamericanos, el 0.1% eran amerindios, el 0.74% eran asiáticos, el 0% eran isleños del Pacífico, el 0.1% eran de otras razas y el 0.38% pertenecían a dos o más razas. Del total de la población el 1.06% eran hispanos o latinos de cualquier raza.